# Tradescantia pinetorum
Tradescantia pinetorum är en himmelsblomsväxtart som beskrevs av Edward Lee Greene. Tradescantia pinetorum ingår i släktet båtblommor, och familjen himmelsblomsväxter. Inga underarter finns listade.